# Личка капа

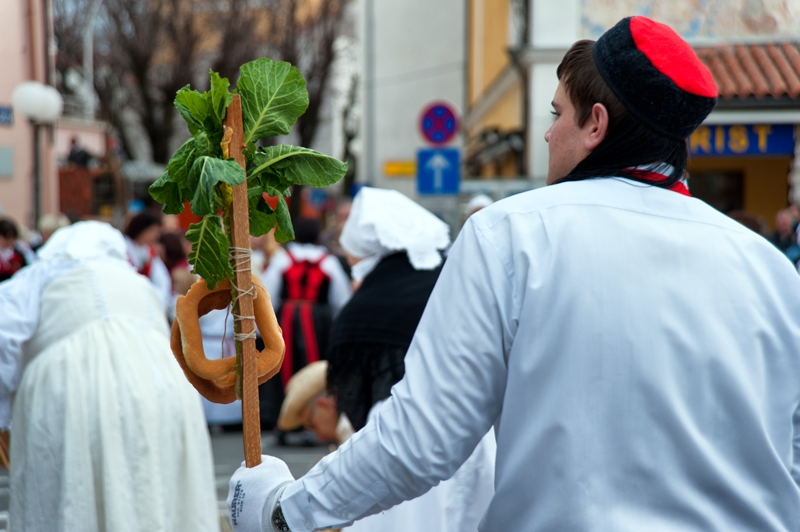
Капа с традиционным костюмом Цриквеница

Личка капа (сербохорв. Lička kapa), также известная как kićanka («кисточка») или crvenkapa (буквально «красная шапка») — головной убор, который является важным культурным символом хорватского региона Лика, а также частью национального костюма, который традиционно носят местные хорваты и сербы. Он имеет форму цилиндра, с плоским верхом красного цвета, черными боками и часто с черной кисточкой сзади.

## Происхождение
Считается, что Личка капа является производным от древнего головного убора Япод. В бронзовом веке яподы использовали бронзовый лист в качестве основы своей шапки, которая была обшита тканью или кожей и прикреплена бронзовой бахромой. Из всех коротких круглых шапок Личка капа наиболее близка к шапкам, встречающимся на фрагментах иллирийской бронзы. Славянские поселенцы переняли часть местной яподской культуры и одежды, например, капу. Хотя в Лике красные капы традиционно носят мужчины, в близлежащих регионах их носят и женщины.

## История

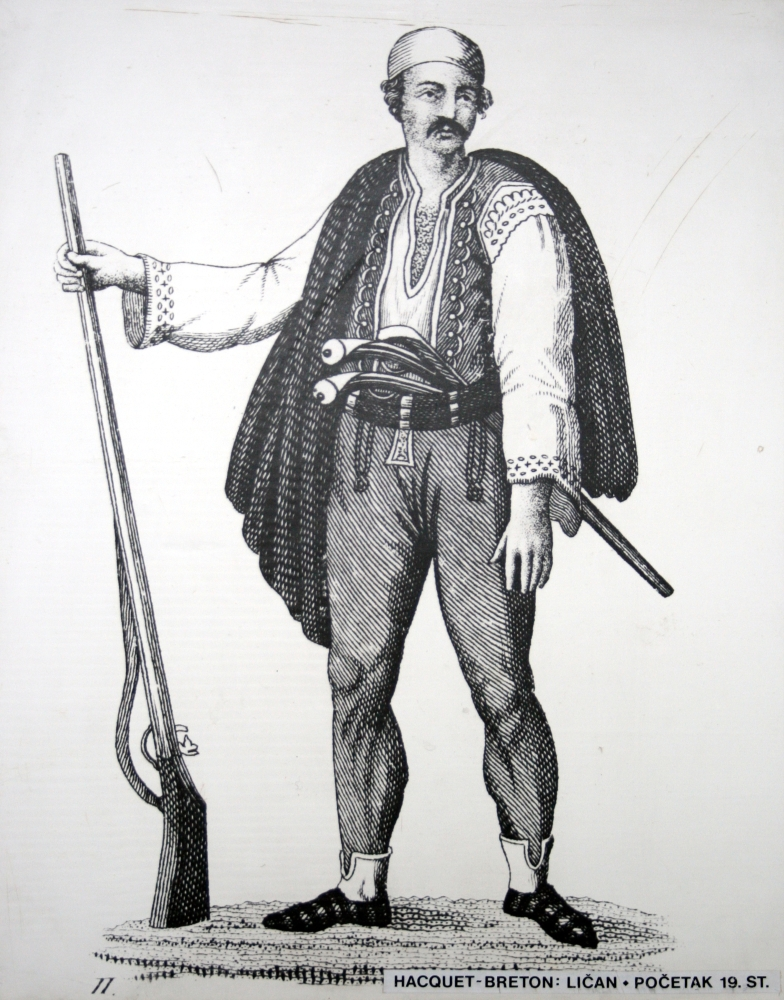
Мужчина из Лики в капе (19 век)

Во время правления Габсбургов в Хорватии австрийцы создали буферные территории против турок-османов, получившие название Хорватская военная граница. Здесь они создали подразделение военной полиции, получившее название Серессанер (от латинского «палаточники»), состоящее из мужчин из зажиточных семей Лика. В Кордуне, входившем в состав Военной границы, австрийская военная форма впоследствии стала частью народного костюма, однако позже вместо австрийской военной фуражки была принята Личка капа. Сербы Белой Крайны приняли капу.
Говорят, что гайдуки Лики использовали эту капу во время сражений с турками-османами. Региональное происхождение капы демонстрирует её сходство с другими динарскими стилями, такими как черногорская капа и шибеникская капа. Герб Хорватии (шаховница) часто украшается на капе, а на некоторых старых версиях есть металлопластические рисунки. В наше время их носят в основном на фестивалях в комплекте с  костюмом, а также на национальных танцах.

## Традиции

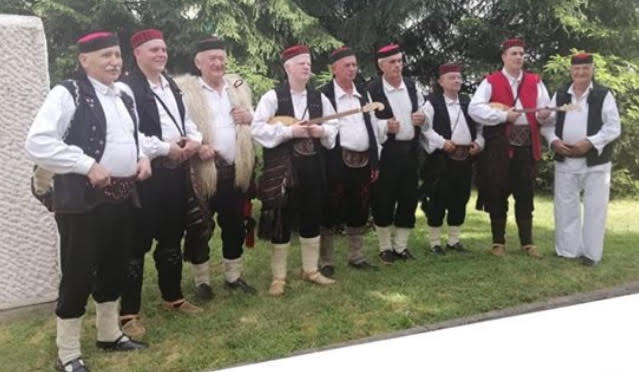
Фольклорная группа из Лики. Можно обратить внимание, что молодые мужчины носят в основном красные капы, а мужчины постарше — красные и черные капы.

В Огулине, когда капа не используется, она висит в центральной комнате дома как украшение на почетном месте. Когда хоронят молодых мужчин, им надевают красную капу, а мужчинам постарше - черную текстильную капу.